# Villanueva de Tapia
Villanueva de Tapia és un poble de la província de Màlaga (Andalusia), que pertany a la comarca de la Comarca Nororiental de Málaga.

## Història
Restes de construccions romanes i àrabs demostren que el municipi va acollir a ambdues civilitzacions, però aquests jaciments, molt dispersos, no aporten suficients dades com per a estructurar mínimament un fil conductor de la història de Villanueva de Tapia, les primeres dades de la qual documentats apareixen en el segle xvi i fan referència a uns plets entre les localitats d'Iznájar (Còrdova) i Archidona, que, aprofitant segurament la confusió derivada dels repartiments haguts després de la conquesta cristiana, ambdues reclamaven les terres de l'actual Villanueva de Tapia. De l'estira-i-arronsa entre un municipi i l'altre, aviat es va encunyar el nom d'Entredicho per a referir-se a la zona que va generar el conflicte d'interessos entre Archidona i Iznájar, denominació que apareix en un document del segle xvi que es conserva en l'Arxiu Municipal d'Iznájar. Com que a la disputa no se li veia la fi, va ser necessària la intervenció de la Reial Hisenda, els consellers de la qual van decidir que El Entredicho quedés integrat en el Patrimoni Reial (20 de juny de 1602).
La falta de liquiditat de la Corona va propiciar que Felip III decidís vendre almenys una part de les terres menys rendibles, i entre aquestes terres d'escassa rendibilitat per a la Corona es trobaven les de l'Entredicho. El terreny va ser comprat per un membre del Suprem Consell de Castella i mecenes de Cervantes, Pedro de Tàpia, sota el palau de la qual va començar a configurar-se, en el segle xvii, el poble que avui es coneix com a Villanueva de Tapia.